# مجموعة الدول الصناعية السبع
مجموعة الدول الصناعية السبع، هي ملتقى سياسي حكومي دولي يضمّ كندا، وفرنسا، وألمانيا، وإيطاليا، واليابان، والمملكة المتحدة، والولايات المتحدة. ويُعتبر أعضاء المجموعة أكبرَ الاقتصادات المتقدمة في العالم وفقًا لصندوق النقد الدولي وأغنى الأنظمة الديمقراطية الليبرالية. تأسست المجموعة رسميًا بالاستناد إلى القيم المشتركة كالتعددية والديمقراطية التمثيلية. منذ العام 2018، تستأثر دول مجموعة السبع بنسبة تقارب 60% من صافي الثروة العالمية (317 تريليون دولار)، ونسبة 32% حتى 42% من الناتج المحلي الإجمالي العالمي، و770 مليون نسمة تقريبًا أو 10% من سكان العالم. معظم الأعضاء المجموعة هم قوى عالمية على مسرح الشؤون العالمية، ويرتبطون بعلاقات وثيقة متبادلة على الصُعد الاقتصادية، والعسكرية، والدبلوماسية.
نشأت مجموعة الدول الصناعية السبع في العام 1973 إثر اجتماع خاص بوزراء المالية، وأصبحت منذ ذلك التاريخ متلقىً رسميًا بارزًا لمناقشة وتنسيق الحلول المتعلقة بكبرى القضايا العالمية، وخصوصًا في ميادين التجارة، والأمن، والاقتصاد، والتغيير المناخي. يجتمع رؤساء حكومات الدول الأعضاء، بالإضافة إلى ممثلي الاتحاد الأوروبي، بشكل سنوي في قمة مجموعة الدول الصناعية السبع؛ كما يجتمع غيرهم من المسؤولين رفيعي المستوى لدول مجموعة السبع والاتحاد الأوروبي على مدار العام. غالبًا ما يُدعى ممثلو الدول والمنظمات الدولية الأخرى كضيوف، فقد كانت روسيا عضوًا رسميًا من العام 1997 حتى 2014 (باعتبارها جزءًا من مجموعة الثماني).
لا يستند عمل مجموعة الدول الصناعية السبع إلى معاهدة، وليس لها أمانة أو مقرّ دائم؛ تتناوب رئاستها سنويًا بين الدول الأعضاء، وهكذا تتولى الدولة الرئيسة مهمة تحديد أولويات المجموعة، واستضافة وتنظيم قمتها. رغم عدم وجود أساس قانوني أو مؤسسي لها، فمجموعة الدول الصناعية تحظى بنفوذ دولي كبير؛ إذ حفزت العديد من كبرى المبادرات العالمية أو تولت قيادتها، بما في ذلك الجهود المبذولة لمكافحة وباء فيروس نقص المناعة البشرية/الإيدز، وتقديم المساعدة المالية للبلدان النامية، والحدّ من آثار تغير المناخ عبر اتفاق باريس للمناخ في العام 2015. تعرضت المجموعة لانتقادات بسبب عضويتها ذات الطراز القديم والمحدود، والتمثيل العالمي الضيق، وعدم الجدوى؛ كما أنها محطّ معارضة جماعات ضد العولمة، والتي غالبًا ما تتظاهر خلال عقد مؤتمرات المجموعة.

## نبذة تاريخية

### البدايات
ظهر مفهوم الملتقى للدول الصناعية الكبرى في العالم الرأسمالي قبل أزمة حظر النفط في العام 1973. في 25 مارس 1973، عقد وزير الخزانة الأمريكي، جورج شولتز، اجتماعًا غير رسمي لوزراء مالية ألمانيا الغربية (هلموت شميت)، وفرنسا (فاليري جيسكار ديستان)، والمملكة المتحدة (أنتوني باربير) قبل الاجتماع المقرر عقده لاحقًا في واشنطن، بالولايات المتحدة الأمريكية. طرحَ الرئيس ريتشارد نيكسون فكرة عقد الاجتماع في البيت الأبيض، وعُقد الاجتماع فيما بعد في مكتبة البيت الأبيض في الطابق الأرضي؛ وهكذا أخذت المجموعة الأصلية التي ضمّت أربعة أعضاء اسمَ «مجموعة المكتبات». في منتصف العام 1973، وخلال اجتماعات الربيع لصندوق النقد الدولي والبنك الدولي، اقترح شولتز إضافة اليابان للمجموعة، وهو الاقتراح الذي أقرّه جميع الأعضاء. وبالتالي أصبح اللقاء غير الرسمي لكبار المسؤولين الماليين من الولايات المتحدة، والمملكة المتحدة، وألمانيا الغربية، واليابان، وفرنسا يُعرف باسم «مجموعة الخمسة».
في العام 1974، شهدت الدول الخمس تغييرات مفاجئة في القيادة واتسمت بالاضطراب في أغلبها. إذ توفي الرئيس الفرنسي جورج بومبيدو فجأة، وهو ما أسفر عن عقد جولتيّ انتخابات رئاسية في سنة واحدة، فاز بهما بهامش صغير فاليري جيسكار ديستان. واستقال كلّ مِن مستشار ألمانيا الغربية ويلي براندت، والرئيس الأمريكي ريتشارد نيكسون، ورئيس الوزراء الياباني كاكويه تاناكا من مناصبهم بسبب الفضائح. في المملكة المتحدة، أدت الانتخابات المعلقة إلى تشكيل حكومة أقلية، وبسبب عدم الاستقرار الناجم عن تشكيلها، عُقدت الانتخابات مرة أخرى في العام نفسه. وبالنتيجة، اقترح خليفة نيكسون، جيرالد فورد ، لقاءً خاصًا في العام التالي يجمع قادة المجموعة الجدد ليتعرفوا على بعضهم بعضًا.

### القمة الأولى وتوسع المجموعة
بمبادرة من فاليري جيسكار ديستان ونظيره الألماني هلموت شميت استضافت فرنسا قمة استمرت لمدة ثلاثة أيام في نوفمبر من العام 1975، ووجهوا دعوة لمجموعة الخمسة زائد إيطاليا، وشكلوا «مجموعة الست». انعقد الاجتماع في قصر رامبوييه، وتناول العديد من القضايا الاقتصادية الرئيسية، بما في ذلك أزمة النفط، وانهيار نظام بريتون وودز، والركود العالمي المتواصل. وكانت النتيجة «إعلان رامبوييه» المكوّن من 15 بندًا، والذي أعلن عن التزام المجموعة الموحد بتعزيز التبادل التجاري الحر، وتعددية الأطراف، والتعاون مع العالم النامي، والتقارب مع الكتلة الشرقية. إضافة إلى ذلك، وضع الأعضاء خططًا للاجتماعات المستقبلية التي تقرر عقدها سنويًا بانتظام.
في العام 1976، استقال رئيس الوزراء البريطاني هارولد ويلسون من منصبه، وكان قد شارك في أول قمة لمجموعة الدول الست. ارتأى شميت وفورد أن المجموعة تحتاجُ متحدث باللغة الإنجليزية يحظى بخبرة سياسية أكبر، وحثّوا على دعوة بيير ترودو، الذي شغلَ منصب رئيس وزراء كندا لثماني سنوات -وهي المدة التي كانت أطول من أي مدة للزعماء الآخرين في مجموعة الستة. كما جاءت كندا في مرتبة ثاني أكبر اقتصادٍ لدولة متقدمة مباشرة بعد الدول الأعضاء في مجموعة الست. وهكذا أصبحت القمة التي عُقدت في دورادو، في بورتوريكو في وقت لاحق من ذلك العام القمة الأولى لمجموعة السبع الحالية.
في العام 1977، دعت المملكة المتحدة التي استضافت قمة ذلك العام، الجماعة الاقتصادية الأوروبية للانضمام إلى جميع قمم مجموعة الدو الصناعية السبع؛ وابتداءً من العام 1981، كانت الجماعة قد حضرت جميع الاجتماعات ممثلةً برئيس المفوضية الأوروبية ورئيس الدولة التي تتولى رئاسة مجلس الاتحاد الأوروبي. ومنذ العام 2009، بدأ كذلك رئيس مجلس الاتحاد الأوروبي الذي أُنشئ آنذاك، والذي يعمل باعتباره الممثل الأجنبي الرئيسي للاتحاد، بدأ بحضور قمم مجموعة السبع بوتيرة منتظمة.

### صعود نجم المجموعة
حتى توقيع اتفاق بلازا للعام 1985، لم تكن الاجتماعات التي يعقدها وزراء مالية الدول السبع معلومة للجميع. أُعلن عن ذلك الاتفاق الذي شمل مجموعة الخمس الأصلية فقط في اليوم السابق للتوقيع عليه، مع صدور بيان بعد ذلك. كما شهِد عقد الثمانينيات من القرن العشرين اتساع دائرة اهتمامات مجموعة السبع لتشمل القضايا التي لا تقتصر على الاقتصاد الكلي، إنما إلى ما يتعلق بالأمن الدولي والصراع تحديدًا؛ على سبيل المثال، سعت المجموعة إلى التعامل مع النزاعات الدائرة حينها بين إيران والعراق وبين الاتحاد السوفيتي وأفغانستان.
بعد قمة العام 1994 في نابولي، عقد المسؤولون الروس لقاءات منفصلة مع قادة مجموعة السبع. أُطلق على تلك الاجتماعات غير الرسمية اسم «السياسية الثمانية»، وبالعامية جي 7+1. وبدعوة من قادة مجموعة السبع، وُجّهت دعوة للرئيس الروسي بوريس يلتسين في البداية باعتبار روسيا دولة بصفة مراقِب، ولاحقًا للمشاركة التامة. بعد اجتماع العام 1997، دُعيت روسيا رسميًا إلى الاجتماع التالي وانضمت رسميًا إلى المجموعة في العام 1998، مما أدى إلى تأسيس مجموعة الثماني. لم تكن روسيا سوى حالة غير نموذجية في المجموعة، إذ كانت تفتقر إلى الثروة الوطنية والوزن الاقتصادي الذي تتمتع به الدول الأعضاء الأخرى، ولم تكن أبدًا اقتصادًا رئيسيًا متقدمًا، ولم تكن حينها ذات نظام ديمقراطية ليبرالية راسخ. يُعتقد أن دعوتها، التي وُجّهت في حقبة الانتقال الصعب إلى اقتصاد المرحلة ما بعد الشيوعية، قد جاءت نتيجة للرغبة في تشجيعها على تنفيذ إصلاحات سياسية واقتصادية وللمشاركة الدولية.
اتفقت مجموعة السبع على حظر استيراد الألماس الروسي اعتباراً من بداية عام 2024، للحد من قدرة روسيا على تمويل غزوها لأوكرانيا.